# Bizovačke toplice
Bizovačke toplice su toplice pored mjesta Bizovca u Osječko-baranjskoj županiji.
Bušeći naftu na 1830 metara pronašli su djelatnici hrvatske naftne kompanije 1967. godine vrelu vodu (96°C). Voda je slana i izrazito bogata mineralima, a toplija je od bilo koje druge poznate termalne vode. Drugi geotermalni izvor je plići (1650 m) i voda nije toliko vruća (85°C) premda je gotovo istovjetnog sastava, no bistrija je od vode s prvog izvora. Eksploatacija vode počela je odmah. Ljudi su se kupali u ispusnim kanalima. 
Već 1974. sagrađen je otvoreni bazen i uz njega smještajni objekt. Taj je hotel imao restoran, te otvoreni i zatvoreni bazen. Hotel „Termia“ otvoren je 1990.godine, a u sklopu njega Poliklinika za medicinsku rehabilitaciju. Godine 1997. završena je izgradnja Aquapolisa, suvremenog kupališnog kompleksa s 9 bazena i 1500 m2 vodene površine s poluolimpijskim bazenom, bazenom za neplivače, dječjim bazenom, bazenom s vodenim atrakcijama, glazbenom špiljom i virpulima), tri jacuzzi bazena različite veličine i dubine s velikom vodenom gljivom i umjetnim brzacima. 
Zimi je zatvoren, klimatiziran i idealno zagrijan zabavno-rekreacijski prostor, dok je ljeti prava rivijera koja prima približno 6000 kupača.

## Vanjske poveznice
- Bizovačke toplice